# Interim Control Module
Interim Control Module är en amerikansk bogserare som togs fram av Naval Research Laboratory på uppdrag av NASA.
Modulens uppgift var att vara backup för den ryska modulen Zvezda och snabbt kunna skjutas upp till rymdstationen för att hjälpa till med kontrollen av stationen i upp till tre år, i händelse av att Zvezda-modulen av någon anledning skulle bli försenad eller få problem under uppskjutningen. Om Zvezda blev borta längre än tre år hade man planer på en modul kallad ISS Propulsion Module som skulle ersätta Interim Control Module då den gjort slut på sitt bränsle.
Efter den lyckade uppskjutningen av Zvezda lade man Interim Control Module i malpåse.

## Förslag
Under det första åren av 2000-talet fanns idéer att använda  modulen för en obemannad flygning till rymdteleskopet Hubble, istället för den bemannade flygningen som senare fick namnet STS-125.
Det fanns också förslag att använda den som en del i något framtida rymdteleskop.